# Tetragonopterus argenteus
Tetragonopterus argenteus es una especie de peces de la familia Characidae en el orden de los Characiformes.

## Morfología
Los machos pueden llegar alcanzar los 15 cm de longitud total.

## Alimentación
Es carnívoro.

## Hábitat
Vive en zonas de clima tropical entre 22 °C - 27 °C de temperatura.

## Distribución geográfica
Se encuentran en Sudamérica:  cuencas de los ríos  Amazonas y  De La Plata.

## Uso gastronómico
Es consumido localmente.

## Observaciones
Actualmente está siendo criado en lagos de Asia y Florida (Estados Unidos ).